# Aloe officinalis
Aloe officinalis là một loài thực vật có hoa trong họ Măng tây. Loài này được Forssk. mô tả khoa học đầu tiên năm 1775.

## Hình ảnh

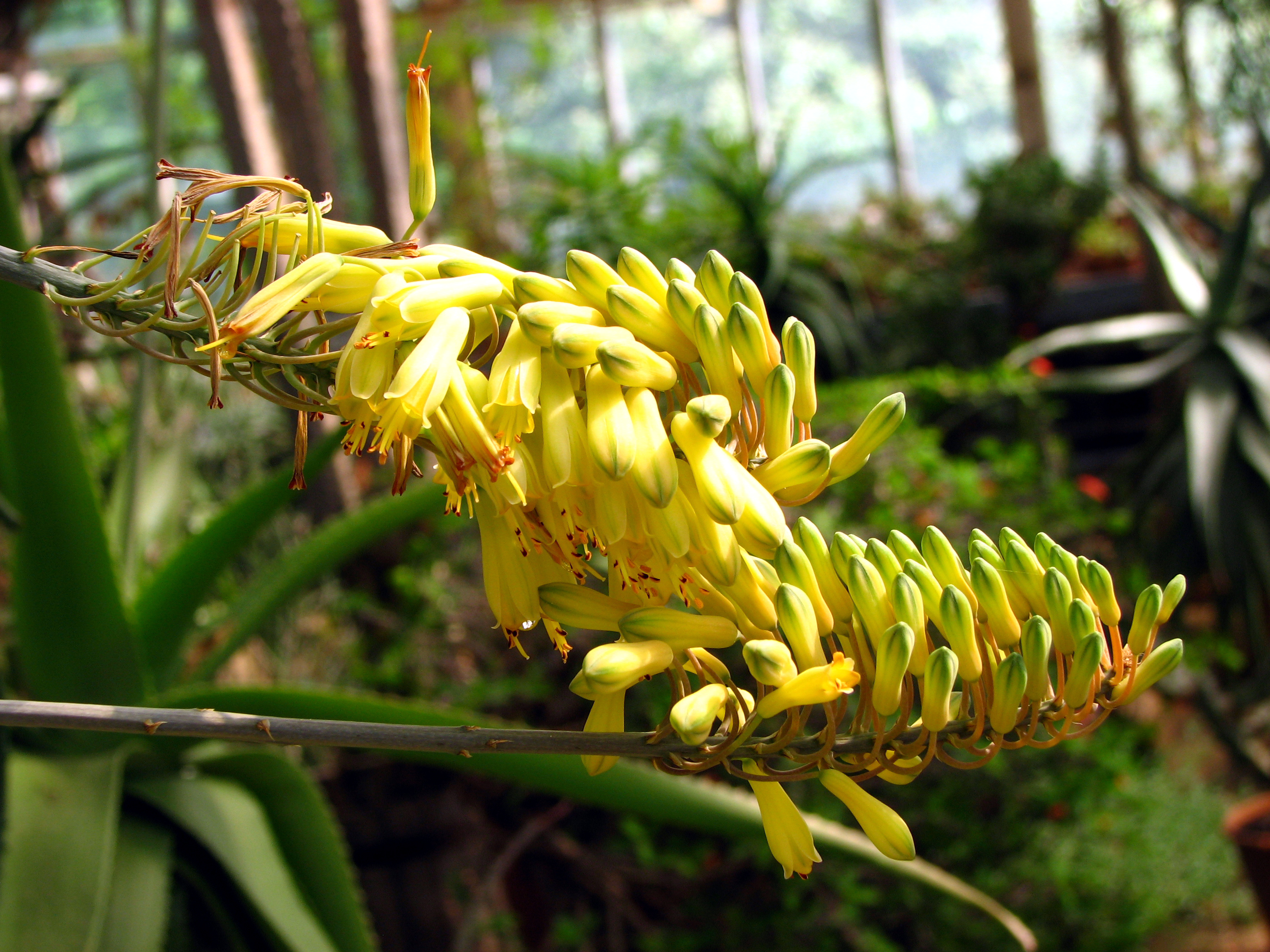